# Elecciones municipales de 2024 en la Región de Aysén
Las elecciones municipales de 2024 en la Región de Aysén se realizaron los días 26 y 27 de octubre de 2024 para elegir a los responsables de la administración local, es decir, de las comunas. La región se compone de 10 comunas. 
Estas elecciones serán las primeras elecciones municipales realizadas bajo el sistema de inscripción automática y voto obligatorio, luego de la promulgación de la Ley 21.524 que restableció el voto obligatorio. Estas elecciones se realizarán paralelamente a las elecciones de gobernadores y consejeros regionales de la región, cargos creados por la Ley 21.073 de 2018, y que fueron elegidos por primera vez en 2021 y 2013, respectivamente.

## Precandidaturas
| Pactos                                       | Partidos                       | Candidatos |
| -------------------------------------------- | ------------------------------ | ---------- |
| F. Partido Social Cristiano e Independientes | Partido Social Cristiano       | 1          |
| F. Partido Social Cristiano e Independientes | Independientes                 | 1          |
| H. Contigo Chile Mejor                       | Partido Demócrata Cristiano    | 2          |
| H. Contigo Chile Mejor                       | Partido Radical de Chile       | 1          |
| H. Contigo Chile Mejor                       | Independientes                 | 7          |
| Y. Republicanos e Independientes             | Partido Republicano de Chile   | 1          |
| Z. Chile Vamos                               | Renovación Nacional            | 2          |
| Z. Chile Vamos                               | Unión Demócrata Independiente  | 3          |
| Z. Chile Vamos                               | Evolución Política             | 1          |
| Z. Chile Vamos                               | Independientes                 | 2          |
| Candidaturas Independientes                  | Candidaturas Independientes    | 11         |
| Total de candidatos a alcaldes               | Total de candidatos a alcaldes | 32         |

## Provincia de Coyhaique

### Coyhaique

#### Alcaldes
| Actual alcalde            | Carlos Gatica Villegas (DC) | Carlos Gatica Villegas (DC) | Carlos Gatica Villegas (DC) | Carlos Gatica Villegas (DC) | Carlos Gatica Villegas (DC) |
| Candidato                 | Pacto                       | Partido                     | Votos                       | %                           | Resultado                   |
| ------------------------- | --------------------------- | --------------------------- | --------------------------- | --------------------------- | --------------------------- |
| Carlos Gatica Villegas    | Contigo Chile Mejor         | DC                          | 13 291                      | 37,47                       | Alcalde                     |
| Luperciano Muñoz González | Independiente               | Ind.                        | 11 477                      | 32,35                       |                             |
| Eugenio Canales Canales   | Independiente               | Ind.                        | 7678                        | 21,64                       |                             |
| Luz Villegas Ojeda        | Republicanos                | PRCh                        | 2218                        | 6,25                        |                             |
| Jaime Jorquera Herrera    | Partido Social Cristiano    | PSC                         | 811                         | 2,29                        |                             |

#### Concejales
| Candidato               | Pacto                                            | Partido  | Votos | %    | Resultado |
| ----------------------- | ------------------------------------------------ | -------- | ----- | ---- | --------- |
| Yohana Hernández Ortega | Chile Vamos UDI-Evópoli e Independientes         | UDI      | 2984  | 9,95 | Concejal  |
| Sebastián Vera Ojeda    | Chile Vamos Renovación Nacional - Independientes | RN       | 2949  | 9,83 | Concejal  |
| Felipe León Maldonado   | Chile Vamos Renovación Nacional - Independientes | Ind-RN   | 2422  | 8,07 | Concejal  |
| Ana Navarrete Arriaza   | Chile Mucho Mejor                                | PS       | 1365  | 4,55 | Concejal  |
| Ricardo Cantin Beyer    | Chile Mucho Mejor                                | Ind-PPD  | 1005  | 3,35 | Concejal  |
| Marcela Agüero Muñoz    | Por Chile, Seguimos                              | Ind-PCCh | 969   | 3,23 | Concejal  |

### Lago Verde

#### Alcaldes
| Actual alcalde         | Nelson Opazo López (UDI) | Nelson Opazo López (UDI) | Nelson Opazo López (UDI) | Nelson Opazo López (UDI) | Nelson Opazo López (UDI) |
| Candidato              | Pacto                    | Partido                  | Votos                    | %                        | Resultado                |
| ---------------------- | ------------------------ | ------------------------ | ------------------------ | ------------------------ | ------------------------ |
| Claudia Valdés Vásquez | Contigo Chile Mejor      | Ind-PPD                  | 506                      | 51,01                    | Alcaldesa                |
| Raúl Becerra Escobar   | Independiente            | Ind.                     | 371                      | 37,40                    |                          |
| Doly Cadagan Mardones  | Chile Vamos              | Ind-RN                   | 64                       | 6,45                     |                          |
| Marco San Martín       | Centro Democrático       | DEM                      | 51                       | 5,14                     |                          |

#### Concejales
| Candidato                | Pacto                                            | Partido | Votos | %     | Resultado |
| ------------------------ | ------------------------------------------------ | ------- | ----- | ----- | --------- |
| Víctor Ojeda Barría      | Chile Mucho Mejor                                | Ind-PS  | 107   | 11,40 | Concejal  |
| José Mancilla Opazo      | Chile Vamos UDI-Evópoli e Independientes         | Ind-UDI | 99    | 10,54 | Concejal  |
| Héctor Godoy Pinilla     | Chile Mucho Mejor                                | PPD     | 85    | 9,05  | Concejal  |
| Pedro Reyes Vega         | Chile Vamos UDI-Evópoli e Independientes         | UDI     | 71    | 7,56  | Concejal  |
| Elizabeth Soto Maldonado | Chile Vamos Renovación Nacional - Independientes | Ind-RN  | 67    | 7,14  | Concejal  |
| Claudio Soto Solís       | Chile Mucho Mejor                                | PPD     | 67    | 7,14  | Concejal  |

## Provincia de Aysén

### Aysén

#### Alcalde
| Actual alcalde          | Julio Uribe Alvarado (Ind.) | Julio Uribe Alvarado (Ind.) | Julio Uribe Alvarado (Ind.) | Julio Uribe Alvarado (Ind.) | Julio Uribe Alvarado (Ind.) |
| Candidato               | Pacto                       | Partido                     | Votos                       | %                           | Resultado                   |
| ----------------------- | --------------------------- | --------------------------- | --------------------------- | --------------------------- | --------------------------- |
| Luis Martínez Gallardo  | Chile Vamos                 | UDI                         | 9295                        | 59,47                       | Alcalde                     |
| Julio Uribe Alvarado    | Contigo Chile Mejor         | Ind.                        | 2852                        | 18,25                       |                             |
| Sergio González Borquez | Independiente               | Ind.                        | 3484                        | 22,29                       |                             |

#### Concejales
| Candidato                    | Pacto                                            | Partido  | Votos | %    | Resultado |
| ---------------------------- | ------------------------------------------------ | -------- | ----- | ---- | --------- |
| Alejandro Soto Vargas        | Chile Vamos UDI-Evópoli e Independientes         | UDI      | 944   | 7,00 | Concejal  |
| Tatiana Villarroel Arancibia | Chile Mucho Mejor                                | Ind-PS   | 871   | 6,46 | Concejal  |
| Jorge Figueroa Jara          | Chile Mucho Mejor                                | Ind-PPD  | 838   | 6,22 | Concejal  |
| Luis Muñoz Chodil            | Chile Vamos Renovación Nacional - Independientes | RN       | 745   | 5,53 | Concejal  |
| Luis Otth Fonseca            | Chile Vamos UDI-Evópoli e Independientes         | UDI      | 574   | 4,26 | Concejal  |
| Basilio Becerra Echeverría   | Republicanos e Independientes                    | Ind-PRCh | 403   | 2,99 | Concejal  |

### Cisnes

#### Alcaldes
| Actual alcalde              | Francisco Rocangliolo Lepio (RN) | Francisco Rocangliolo Lepio (RN) | Francisco Rocangliolo Lepio (RN) | Francisco Rocangliolo Lepio (RN) | Francisco Rocangliolo Lepio (RN) |
| Candidato                   | Pacto                            | Partido                          | Votos                            | %                                | Resultado                        |
| --------------------------- | -------------------------------- | -------------------------------- | -------------------------------- | -------------------------------- | -------------------------------- |
| Francisco Rocangliolo Lepio | Chile Vamos                      | RN                               | 1955                             | 54,11                            | Alcalde                          |
| Gloria Cadagan Opazo        | Contigo Chile Mejor              | Ind-PS                           | 1658                             | 45,89                            |                                  |

#### Concejales
| Candidato                 | Pacto                                            | Partido | Votos | %     | Resultado |
| ------------------------- | ------------------------------------------------ | ------- | ----- | ----- | --------- |
| Cristián Jaramillo Pineda | Republicanos e Independientes                    | PREP    | 467   | 13,56 | Concejal  |
| Francisco Abarca Arap     | Chile Mucho Mejor                                | Ind-DC  | 357   | 10,37 | Concejal  |
| Ximena Arévalo Soto       | Chile Vamos Renovación Nacional - Independientes | RN      | 306   | 8,89  | Concejal  |
| Larry Letcher Mercier     | Chile Vamos Renovación Nacional - Independientes | RN      | 283   | 8,22  | Concejal  |
| Valeska Corball Vásquez   | Chile Vamos Renovación Nacional - Independientes | Ind-RN  | 208   | 6,04  | Concejal  |
| Paulina Zapata Cortés     | Chile Mucho Mejor                                | PS      | 208   | 6,04  | Concejal  |

### Guaitecas

#### Alcaldes
| Actual alcalde             | Marcos Silva Miranda (Ind.) | Marcos Silva Miranda (Ind.) | Marcos Silva Miranda (Ind.) | Marcos Silva Miranda (Ind.) | Marcos Silva Miranda (Ind.) |
| Candidato                  | Pacto                       | Partido                     | Votos                       | %                           | Resultado                   |
| -------------------------- | --------------------------- | --------------------------- | --------------------------- | --------------------------- | --------------------------- |
| Bans Puinao Carimoney      | Chile Vamos                 | EVO                         | 583                         | 52,29                       | Alcalde                     |
| Marcos Silva Miranda       | Contigo Chile Mejor         | Ind-PPD                     | 444                         | 39,82                       |                             |
| Paula Rodríguez Valenzuela | Partido Social Cristiano    | Ind-PSC                     | 88                          | 7,89                        |                             |

#### Concejales
| Candidato                | Pacto                                            | Partido | Votos | %     | Resultado |
| ------------------------ | ------------------------------------------------ | ------- | ----- | ----- | --------- |
| Pablo Soto Velásquez     | Centro Democrático                               | Ind-DEM | 127   | 11,39 | Concejal  |
| Tamara Chiguay Colivoro  | Tu Comuna Radical                                | PR      | 106   | 9,51  | Concejal  |
| Omar Vera Pérez          | Chile Mucho Mejor                                | PPD     | 95    | 8,52  | Concejal  |
| Daniel Barría Nahuelquin | Chile Vamos Renovación Nacional - Independientes | Ind-RN  | 83    | 7,44  | Concejal  |
| Víctor Álvarez Heredia   | Chile Vamos UDI-Evópoli e Independientes         | Ind-EVO | 63    | 5,65  | Concejal  |
| Juan Vargas Remolcoy     | Chile Vamos UDI-Evópoli e Independientes         | UDI     | 52    | 4,66  | Concejal  |

## Provincia Capitán Prat

### Cochrane

#### Alcaldes
| Actual alcalde         | Jorge Calderón Núñez (PR) | Jorge Calderón Núñez (PR) | Jorge Calderón Núñez (PR) | Jorge Calderón Núñez (PR) | Jorge Calderón Núñez (PR) |
| Candidato              | Pacto                     | Partido                   | Votos                     | %                         | Resultado                 |
| ---------------------- | ------------------------- | ------------------------- | ------------------------- | ------------------------- | ------------------------- |
| Patricio Ulloa Georgia | Chile Vamos               | UDI                       | 1195                      | 51,69                     | Alcalde                   |
| Jorge Calderón Núñez   | Contigo Chile Mejor       | PR                        | 1117                      | 48,31                     |                           |

#### Concejales
| Candidato               | Pacto                                            | Partido | Votos | %     | Resultado |
| ----------------------- | ------------------------------------------------ | ------- | ----- | ----- | --------- |
| Gastón Fuentes Soto     | Tu Comuna Radical                                | Ind-PR  | 250   | 11,15 | Concejal  |
| Miguel Aravena Torres   | Centro Democrático                               | Ind-DEM | 199   | 8,88  | Concejal  |
| Johana Muñoz Gómez      | Chile Vamos UDI-Evópoli e Independientes         | Ind-UDI | 146   | 6,51  | Concejal  |
| Doris Inostroza Catalán | Tu Comuna Radical                                | Ind-PR  | 127   | 5,66  | Concejal  |
| René Parada Parada      | Chile Vamos UDI-Evópoli e Independientes         | Ind-UDI | 124   | 5,53  | Concejal  |
| Sonia Asenie Díaz       | Chile Vamos Renovación Nacional - Independientes | Ind-RN  | 118   | 5,26  | Concejal  |

### O'Higgins

#### Alcaldes
| Actual alcalde          | José Fica Gómez (DC) | José Fica Gómez (DC) | José Fica Gómez (DC) | José Fica Gómez (DC) | José Fica Gómez (DC) |
| Candidato               | Pacto                | Partido              | Votos                | %                    | Resultado            |
| ----------------------- | -------------------- | -------------------- | -------------------- | -------------------- | -------------------- |
| José Fica Gómez         | Contigo Chile Mejor  | DC                   | 185                  | 33,33                | Alcalde              |
| Roberto Recamal Cárcamo | Chile Vamos          | Ind-RN               | 181                  | 32,61                |                      |
| Gustavo Márquez Cadagan | Independiente        | Ind.                 | 85                   | 15,32                |                      |
| Lorena Molina Mansilla  | Independiente        | Ind.                 | 72                   | 12,97                |                      |
| Bruno Mansilla Pérez    | Independiente        | Ind.                 | 32                   | 5,77                 |                      |

#### Concejales
| Candidato                    | Pacto                                            | Partido | Votos | %     | Resultado |
| ---------------------------- | ------------------------------------------------ | ------- | ----- | ----- | --------- |
| Raquel Torres Cuevas         | Chile Vamos UDI-Evópoli e Independientes         | Ind-UDI | 73    | 13,35 | Concejal  |
| Jaqueline Acevedo Bahamondez | Chile Vamos Renovación Nacional - Independientes | RN      | 70    | 12,80 | Concejal  |
| Lorena Gatica Beroiza        | Chile Vamos UDI-Evópoli e Independientes         | Ind-UDI | 59    | 10,79 | Concejal  |
| Juan Muñoz Olivares          | Chile Mucho Mejor                                | DC      | 54    | 9,87  | Concejal  |
| Humberto Pizarro Pérez       | Chile Mucho Mejor                                | PS      | 50    | 9,14  | Concejal  |
| Ariel Ovalle Sagredo         | Chile Mucho Mejor                                | Ind-DC  | 48    | 8,78  | Concejal  |

### Tortel

#### Alcalde
| Actual alcalde          | Abel Becerra Vidal (Ind.) | Abel Becerra Vidal (Ind.) | Abel Becerra Vidal (Ind.) | Abel Becerra Vidal (Ind.) | Abel Becerra Vidal (Ind.) |
| Candidato               | Pacto                     | Partido                   | Votos                     | %                         | Resultado                 |
| ----------------------- | ------------------------- | ------------------------- | ------------------------- | ------------------------- | ------------------------- |
| Marisela Jiménez Cruces | Independiente             | Ind.                      | 271                       | 48,74                     | Alcaldesa                 |
| Abel Becerra Vidal      | Contigo Chile Mejor       | Ind-PPD                   | 188                       | 33,81                     |                           |
| Bernardo López Sierra   | Independiente             | Ind.                      | 97                        | 17,45                     |                           |

#### Concejales
| Candidato                 | Pacto                                            | Partido | Votos | %     | Resultado |
| ------------------------- | ------------------------------------------------ | ------- | ----- | ----- | --------- |
| Alejandra Zurita Muñoz    | Chile Vamos UDI-Evópoli e Independientes         | Ind-UDI | 76    | 14,50 | Concejal  |
| Alexis Muñoz Cárcamo      | Chile Vamos Renovación Nacional - Independientes | Ind-RN  | 63    | 12,02 | Concejal  |
| Carolina Maripillan Vidal | Chile Vamos Renovación Nacional - Independientes | RN      | 60    | 11,45 | Concejal  |
| Lety Zurita Ganga         | Chile Vamos UDI-Evópoli e Independientes         | UDI     | 50    | 9,54  | Concejal  |
| Margarita Vargas Becerra  | Chile Vamos Renovación Nacional - Independientes | Ind-RN  | 47    | 8,97  | Concejal  |
| Ricardo Barría Ayan       | Chile Mucho Mejor                                | Ind-PPD | 43    | 8,21  | Concejal  |

## Provincia General Carrera

### Chile Chico

#### Alcaldes
| Actual alcalde             | Luperciano Muñoz González (Ind.) | Luperciano Muñoz González (Ind.) | Luperciano Muñoz González (Ind.) | Luperciano Muñoz González (Ind.) | Luperciano Muñoz González (Ind.) |
| Candidato                  | Pacto                            | Partido                          | Votos                            | %                                | Resultado                        |
| -------------------------- | -------------------------------- | -------------------------------- | -------------------------------- | -------------------------------- | -------------------------------- |
| Ariel Keim Hermosilla      | Independiente                    | Ind.                             | 1850                             | 52,57                            | Alcalde                          |
| Gonzalo Cruces Álvarez     | Chile Vamos                      | RN                               | 894                              | 25,40                            |                                  |
| Ricardo Ibarra Valdebenito | Independiente                    | Ind.                             | 550                              | 15,63                            |                                  |
| Santos Sepúlveda Aviléz    | Contigo Chile Mejor              | Ind-PR                           | 225                              | 6,39                             |                                  |

#### Concejales
| Candidato                      | Pacto                                            | Partido  | Votos | %    | Resultado |
| ------------------------------ | ------------------------------------------------ | -------- | ----- | ---- | --------- |
| Ángela Valdebenito Rivadeneira | Chile Vamos UDI-Evópoli e Independientes         | UDI      | 291   | 8,79 | Concejal  |
| Mario Figueroa Mayorga         | Chile Mucho Mejor                                | DC       | 212   | 6,40 | Concejal  |
| Raúl Aude Sepúlveda            | Chile Vamos Renovación Nacional - Independientes | Ind-RN   | 187   | 5,65 | Concejal  |
| Jessica Gajardo Valdivia       | Chile Mucho Mejor                                | PS       | 172   | 5,20 | Concejal  |
| Juan Pinto Durán               | Tu Comuna Radical                                | PR       | 146   | 4,41 | Concejal  |
| Gloria Becerra Catalán         | Por Chile, Seguimos                              | Ind-PCCh | 124   | 3,75 | Concejal  |

### Río Ibáñez

#### Alcaldes
| Actual alcalde          | Marcelo Santana Vargas (UDI) | Marcelo Santana Vargas (UDI) | Marcelo Santana Vargas (UDI) | Marcelo Santana Vargas (UDI) | Marcelo Santana Vargas (UDI) |
| Candidato               | Pacto                        | Partido                      | Votos                        | %                            | Resultado                    |
| ----------------------- | ---------------------------- | ---------------------------- | ---------------------------- | ---------------------------- | ---------------------------- |
| Marcelo Jelvez Cárdenas | Chile Vamos                  | UDI                          | 1151                         | 50,17                        | Alcalde                      |
| Jessy Vargas Bustamante | Contigo Chile Mejor          | Ind-PS                       | 1143                         | 49,83                        |                              |

#### Concejales
| Candidato                 | Pacto                                    | Partido | Votos | %     | Resultado |
| ------------------------- | ---------------------------------------- | ------- | ----- | ----- | --------- |
| Fernando Quintul Cea      | Chile Vamos UDI-Evópoli e Independientes | Ind-UDI | 289   | 13,06 | Concejal  |
| Aner Oyarzún Vidal        | Chile Mucho Mejor                        | PPD     | 268   | 12,11 | Concejal  |
| Gloria Jaramillo Gallardo | Chile Mucho Mejor                        | Ind-PS  | 260   | 11,75 | Concejal  |
| Verónica Rojas Avendaño   | Chile Vamos UDI-Evópoli e Independientes | Ind-UDI | 251   | 11,34 | Concejal  |
| Wilson Aguilar Martel     | Chile Vamos UDI-Evópoli e Independientes | Ind-UDI | 243   | 10,98 | Concejal  |
| Renan Catalán Gavilan     | Chile Mucho Mejor                        | Ind-PS  | 179   | 8,09  | Concejal  |